# Beth Mahanaïm

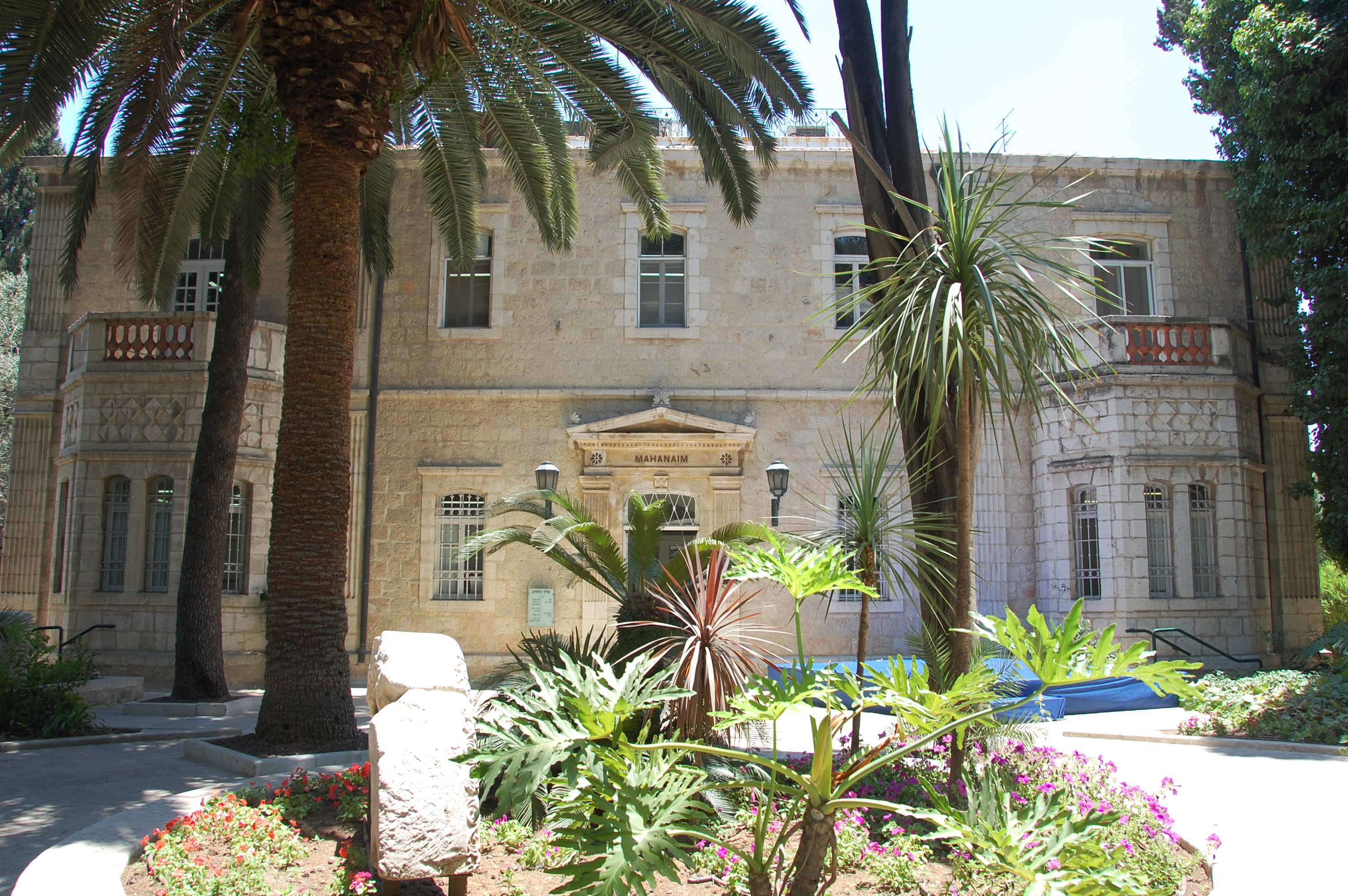
Beth Mahanaïm

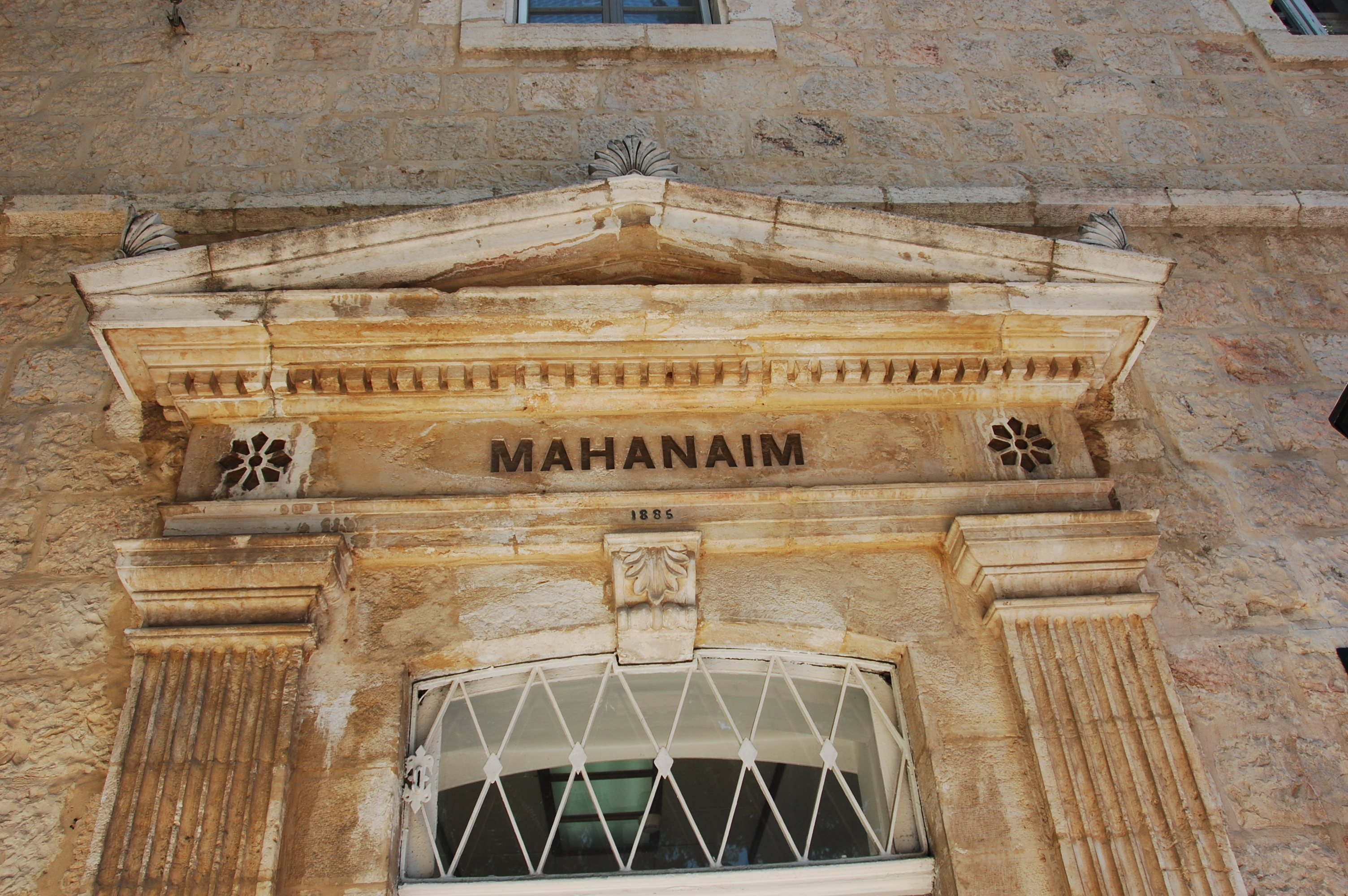
Fronton de l'entrée, avec le nom de la maison et la date de construction

Beth Mahanaïm (בית מחניים) est une maison de style néo-classique située au 34 de la rue Shivtei Israël (Tribus d'Israël), à l'angle de la rue Haneviim à Jérusalem. Elle a été construite en 1885 par Johannes Frutiger (1836-1899), un banquier suisse protestant venu en Palestine en 1858 comme représentant de la Mission des pèlerins de St. Chrischona à Bettingen. Aujourd'hui, le bâtiment abrite le cabinet du Ministre de l'Education d'Israël. 
Le nom de la maison est tiré de la Genèse
Jacob dit en les voyant [les messagers de Dieu]: "Ceci est le camp de Dieu". Et il appela cet endroit Mahanaïm.  Berechit 32:3.
Cette maison est un bel exemple des constructions des notables de Jérusalem au XIXe siècle.

## Sources
- (he) Cet article est partiellement ou en totalité issu de l’article de Wikipédia en hébreu intitulé « בית מחניים » (voir la liste des auteurs).